# شهرستان الابیرد
شهرستان الابیرد یک منطقهٔ مسکونی در اریتره است که در منطقه آنسبا واقع شده‌است.